# Витебское гетто
Ви́тебское гетто — еврейское гетто, существовавшее с 25 июля по декабрь 1941 года как место принудительного переселения евреев города Витебска и близлежащих населённых пунктов в процессе преследования и уничтожения евреев во время оккупации территории Белоруссии войсками нацистской Германии в период Второй мировой войны.

## Оккупация Витебска

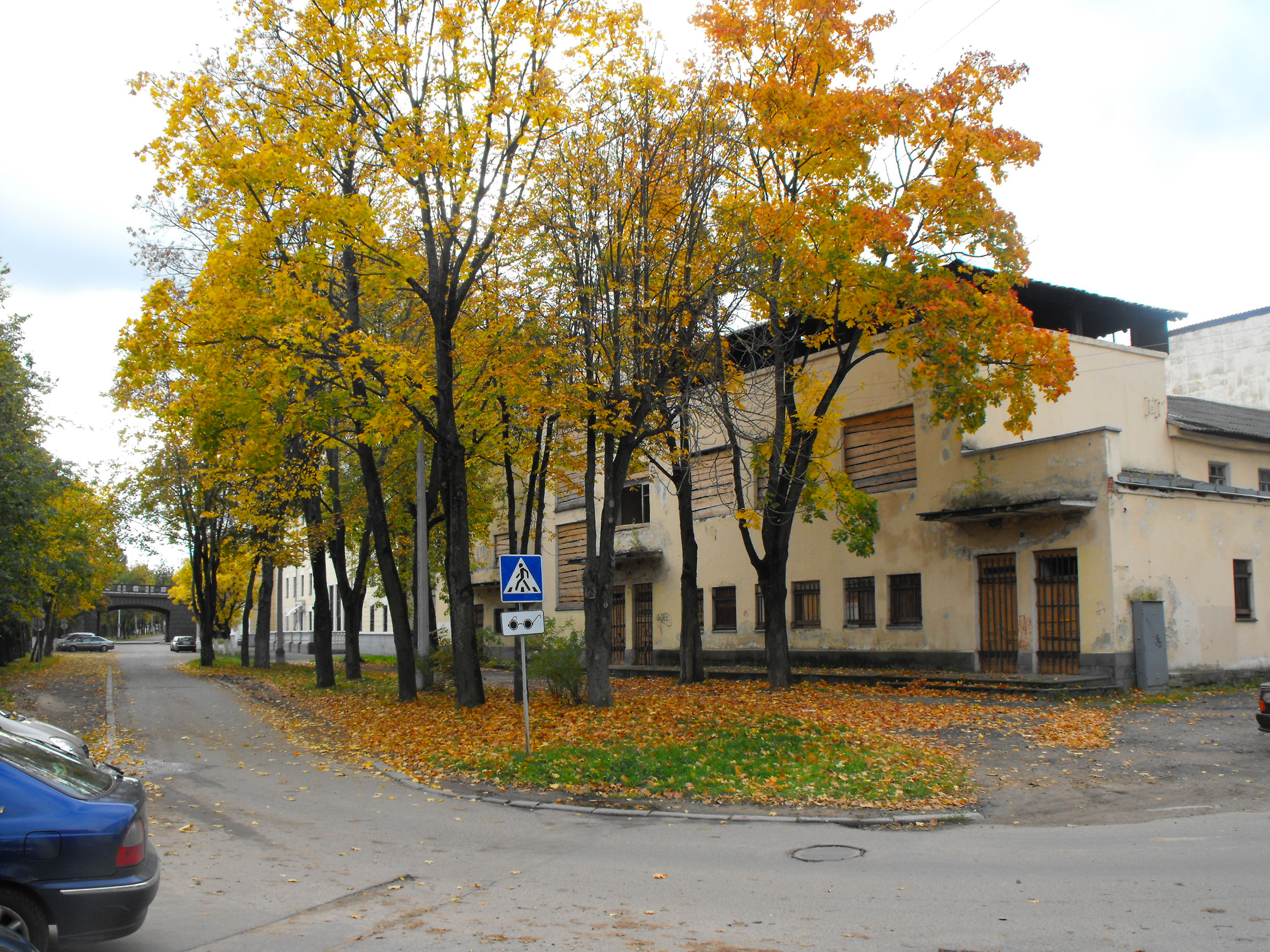
Место бывшего гетто — район клуба металлистов (здание справа) и территория в пределах нынешних улиц Набережной, Ильинского, Кирова, Комсомольской и Энгельса.

Согласно Всесоюзной переписи 1939 года в Витебске насчитывалось 37 095 евреев — 22,17 % от населения города. Витебск подвергся бомбардировке немецкой авиации 25 июня 1941 года, но до 4 июля 1941 года государственные структуры не проводили организованной эвакуации. Более того, чтобы избежать стихийной эвакуации, было объявлено, что самовольное оставление работы является дезертирством. В настоящее время трудно достаточно точно установить, какая часть еврейского населения Витебска смогла эвакуироваться в условиях быстрого захвата вермахтом советской территории. Неизвестно также число евреев, призванных в ряды Красной армии.
Правобережная часть Витебска была захвачена 11 июля 1941 года, а на следующий день немцы оккупировали территорию города на левом берегу Западной Двины. Оккупация продолжалась почти 3 года — до 26 июня 1944 года. Убийства мирных жителей и облавы на евреев начались сразу после захвата города, а в районе Песковатика сразу после оккупации три дня продолжались расстрелы евреев на Старо-Улановичском кладбище. Для устрашения населения немцы устраивали показательные казни через повешение, и, пока ещё не были построены виселицы, людей вешали на деревьях. Первой из таких повешенных стала женщина-еврейка, чьё имя не сохранилось.

## Перед созданием гетто
После захвата Витебска для работы с населением города (в том числе и еврейским) 22 июля 1941 года оккупанты создали коллаборационистскую административную структуру — городскую управу, во главе с бургомистром В. Родько. Для еврейского населения оккупационные власти создали в городе отдельный орган самоуправления и «службу порядка». Гитлеровцы считали, что в состав юденрата должны входить только уроженцы города. Еврейский орган самоуправления нацисты создали после предоставления заместителем бургомистра города Л. Г. Брандтом кандидатур его будущих членов. Известны семеро человек, входивших в состав этого комитета: Бейзерман (учительница), Д. С. Блен (директор дома художественного творчества), Д. X. Гинзбург (1888 г.р.), И. О. Глезерман (1871 г.р.), Каган (учительница), Лейтман (бухгалтер), Е. Ш. Цодикман (1884 г.р.). Есть основания предполагать, что фамилия председателя юденрата была Каценельсон. Членам юденрата разрешался выход из гетто: «В Витебскую городскую управу по предложению немецкой полиции просим выдать члену Еврейского комитета Цодикману Евсею Шмуйловичу 1884 г. рождения пропуск на право хождения вне черты Гетто по делам службы. Старш. Евр. к-та. Подпись». О деятельности Еврейского комитета Витебска известно немного. Ясно только, что орган самоуправления был вынужден выполнять распоряжения оккупационных властей (перепись евреев, отправка на работу и т. д.). Основные функции службы порядка заключались в патрулировании внутри гетто.
Оккупантам, для дальнейшей реализации политики геноцида, нужна была полная информация о евреях Витебска. Уже 17 июля 1941 года появились объявления об обязательной регистрации еврейского населения. Мероприятие, которое оккупанты планировали завершить до 20 июля 1941 года, затянулось. В докладе айнзатцгруппы «Б» о положении в Витебске от 26 июля 1941 года говорится: «Назначенный еврейский совет пока зарегистрировал 3 тысячи евреев». При регистрации в Витебске использовали данные советских паспортов. Всего же учтено в городе 16 000 евреев (включая полукровок и даже детей от смешанных браков в третьем поколении).
Очевидно, что зарегистрировались не все. Немало евреев, которые пытались эвакуироваться, находились в окрестностях города. К ним следует добавить евреев, проживавших вблизи города. Кроме того, в Витебске оказалось большое количество беженцев из западной части Беларуси. Часть евреев скрывалась от оккупантов, и также не были учтены евреи, убитые в первые дни оккупации. Списки евреев, составленные юденратом, а затем переданные оккупационным властям, до настоящего времени не обнаружены.
Одной из первых дискриминационных мер, введенных оккупантами в отношении еврейского населения Витебска, являлось ношение желтых нашивок (нем. Kennzeichen) диаметром 10 сантиметров на правой стороне одежды спереди и сзади. Возрастные рамки идентификации — 10-55 лет.

## Создание гетто
Реализуя нацистскую программу уничтожения евреев, немцы создавали гетто почти во всех городах и населённых пунктах Беларуси, где проживало еврейское население. Так и в Витебске оккупанты организовали гетто. Место изоляции евреев гитлеровцы нашли не сразу. Вначале всех евреев стали сгонять в бывшие овощные склады. Вероятно, из-за невозможности разместить всех евреев нацисты приняли решение о другом месте изоляции. Распоряжение оккупационных властей о переселении еврейского населения на правый берег Западной Двины к зданию бывшего Клуба металлистов отдано 25 июля 1941 года. Разрешалось брать с собой только ручную кладь. Евреям предписывалось перебраться в изолированный район до 27 июля. Место для гетто рекомендовал оккупантам Л. Г. Брандт.

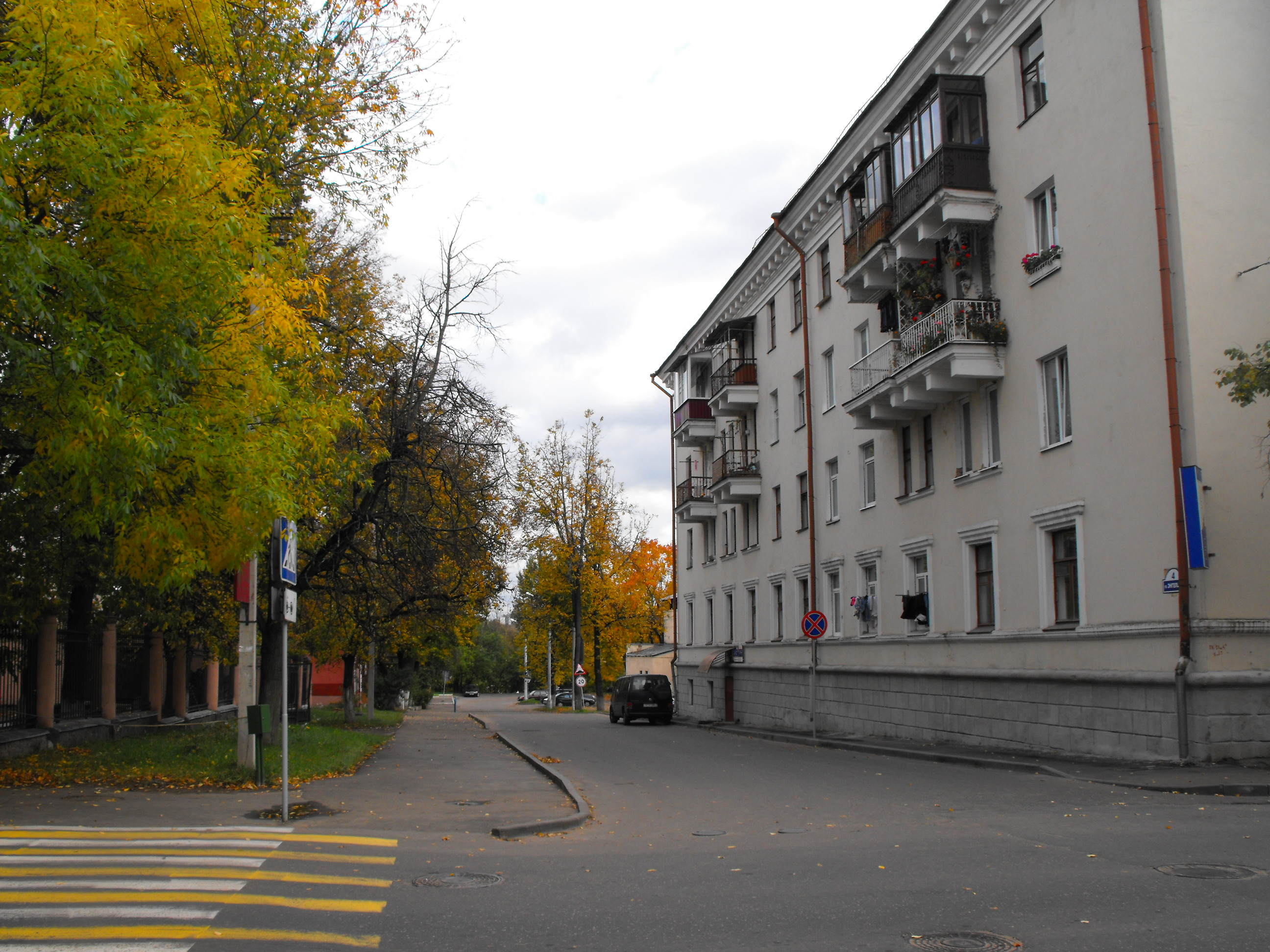
Территория бывшего гетто в Витебске в 1941 году. На снимке — угол улиц Комсомольской и Энгельса (дом № 4), гетто занимало квартал справа.

Выполняя распоряжение оккупационных властей, несколько тысяч евреев собралось на левом берегу Западной Двины, в районе Успенской горки. Оккупанты использовали сложившуюся ситуацию, отбирая драгоценности и насилуя девушек. Для скопившихся на берегу реки евреев, проблемой стала возможность добраться к бывшему Клубу металлистов. Мост через реку был разрушен советскими войсками при отступлении. Оккупанты навели понтонный мост, но пользоваться им запрещали. Следовательно, переправиться можно было только используя подручные средства. Переправа через Западную Двину превратилась в массовый погром еврейского населения Витебска. Военнослужащие вермахта намеренно переворачивали плоты и лодки с людьми. Евреи, не умевшие плавать, тонули (особенно пожилые и маленькие дети). Тех, кто пытался спастись вплавь, гитлеровцы расстреливали или добивали веслами. Количество жертв на переправе точно не определено. Согласно одним сведениям, погибло 2000 человек, по другим данным убито 300 евреев. Нет ясности и относительно даты переправы. Существуют две версии — 18 и 25 июля 1941 года.
Оккупанты неуклонно проводили политику геноцида. В течение трех дней евреев выгнали из собственных жилищ и переселили в район, примыкающий к Клубу металлистов на улице Верхняя Набережная (ныне улица Ильинского). Оставленное при переселении еврейское имущество присваивалось нацистами. В частности, оккупационные власти продавали недвижимость, оставленную евреями.

## Условия в гетто
Часть города, отведенная для изолированного проживания евреев, представляла собой гетто «закрытого типа» и занимало район Клуба металлистов и территорию в пределах нынешних улиц Набережной, Ильинского, Кирова, Комсомольской, Энгельса.
Этот участок был обнесен дощатым забором, колючей проволокой и круглосуточно охранялся полицией. Предположительно в гетто согнали 13 000 евреев.
Территория гетто представляла собой каменное пожарище, и бытовые условия в нём были ужасными. На территории гетто находились в основном полуразрушенные здания, в которых было мало подвалов. Узники располагались под открытым небом на берегу реки и в развалинах строений. Те, кому не хватило места в зданиях, строили себе шалаши и конуры из кирпичей, жести и разных обломков. Обитателям гетто приходилось спать на лестничных клетках, в подвалах, на чердаках, — но всё равно большинство людей оставались под открытым небом.
Узников гетто оккупанты не снабжали продовольствием. Вначале евреи обменивали вещи на продукты питания через проволоку, и жители Витебска с этой целью сами подходили к забору гетто. Выходить из гетто запрещалось, и только подростки с риском для жизни убегали по ночам, чтобы обменять вещи на еду.
Вначале узники могли пить только речную воду, для этого оккупанты оставили узкий проход к Западной Двине. Затем к Клубу металлистов провели водопровод, откуда тонкой струйкой лилась вода. Для того, чтобы набрать воду к водопроводу выстраивалась огромная очередь. Узники гетто постоянно подвергались насилию. Нацисты часто избивали людей палками. Гитлеровцы обыскивали обитателей гетто, отбирая у них драгоценности.

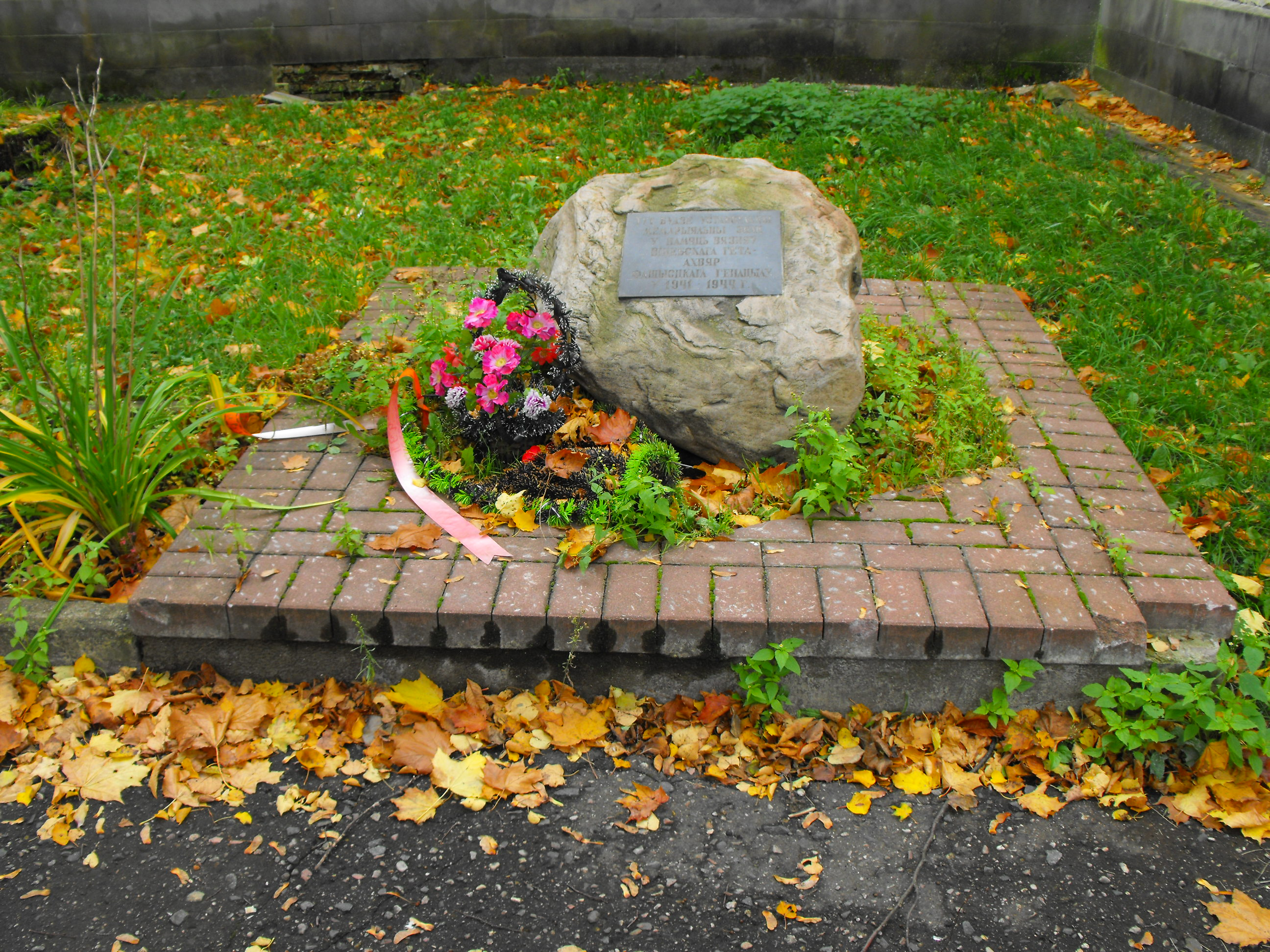
Памятный знак у клуба металлистов с текстом: «Здесь будет установлен мемориальный знак в память узников Витебского гетто, жертв фашистского геноцида в 1941—1944 г.»

Еврейский труд применялся на тяжелых физических работах. Мужчин-узников выводили колоннами из гетто для разборки разрушений и завалов в городе, а также для обслуживания войсковых частей. Кроме членов юденрата, пропуск на выход из гетто имели специалисты. Несколько врачей-евреев работали по специальности и по просьбе отдела здравоохранения не были переселены в гетто. Наиболее известный из них — И. Е. Риваш, оказывавший медицинскую помощь партизанам и подпольщикам, и убитый вместе с женой в 1942 году.
К октябрю 1941 года положение в гетто стало катастрофическим. У евреев закончились вещи для обмена на продукты питания, и они голодали. К тому же, 16 сентября 1941 местная коллаборационистская газета «Віцебскія ведамасцi» напечатала объявление: «Усім грамадзянам нежыдоускага паходжання сурова забараняецца знаходжанне на тэрыторыi Гэтто. Адначасова yciм жыдам забараняецца хаджэнне па няуказанай iм тэрыторыi. За парушэнне вінаватыя будуць пакараны. Крымінальны аддзел горада Віцебска».
Условия существования в гетто постоянно ухудшались. Каждый день от голода, болезней и холода умирали десятки человек, первыми — старики и дети. Иногда тела вывозились за территорию гетто, но чаще покойников хоронили здесь же, рядом со зданием клуба или складывали умерших в разрушенном здании. В Витебском гетто по разным данным ежедневно умирало от 30 до 70 узников. Всего за три месяца с конца июля по октябрь включительно в Витебском гетто погибло примерно 5000 человек.

## Уничтожение гетто

### Июль 1941 года
Массовые расстрелы евреев гитлеровцы начали проводить в первые же дни оккупации Витебска. На еврейском кладбище (Старо-Улановичское) в районе Песковатика, в течение 3 дней нацисты убивали евреев (2000 человек, дата не установлена), схваченных в результате облавы. В дальнейшем истребление евреев Витебска проводилось гитлеровцами систематически.
Ещё одна массовая казнь евреев проведена нацистами 20 июля 1941 года. Оккупанты вначале приказали всем евреям мужского пола от 15 до 50 лет собраться в бывшем городском саду имени Ленина. Затем, после избиения, отобрали в каждом ряду по 30 человек и расстреляли (число погибших не установлено) якобы за то, что не все исполнили приказ о ношении желтых меток. Вскоре, 24 июля 1941 года, оккупанты опять уничтожили группу мужчин-евреев. Скрывая истинные намерения, нацисты отбирали людей «для расчистки города от завалов», выдав им лопаты и метлы. Примерно 300 евреев гитлеровцы доставили на Улановичскую гору, где расстреляли «за поджог города».
В июле 1941 года активное участие в убийстве витебских евреев принимали и силы вермахта — солдаты 354-го пехотного полка утопили около 2000 евреев (детей, стариков, женщин) в Западной Двине.

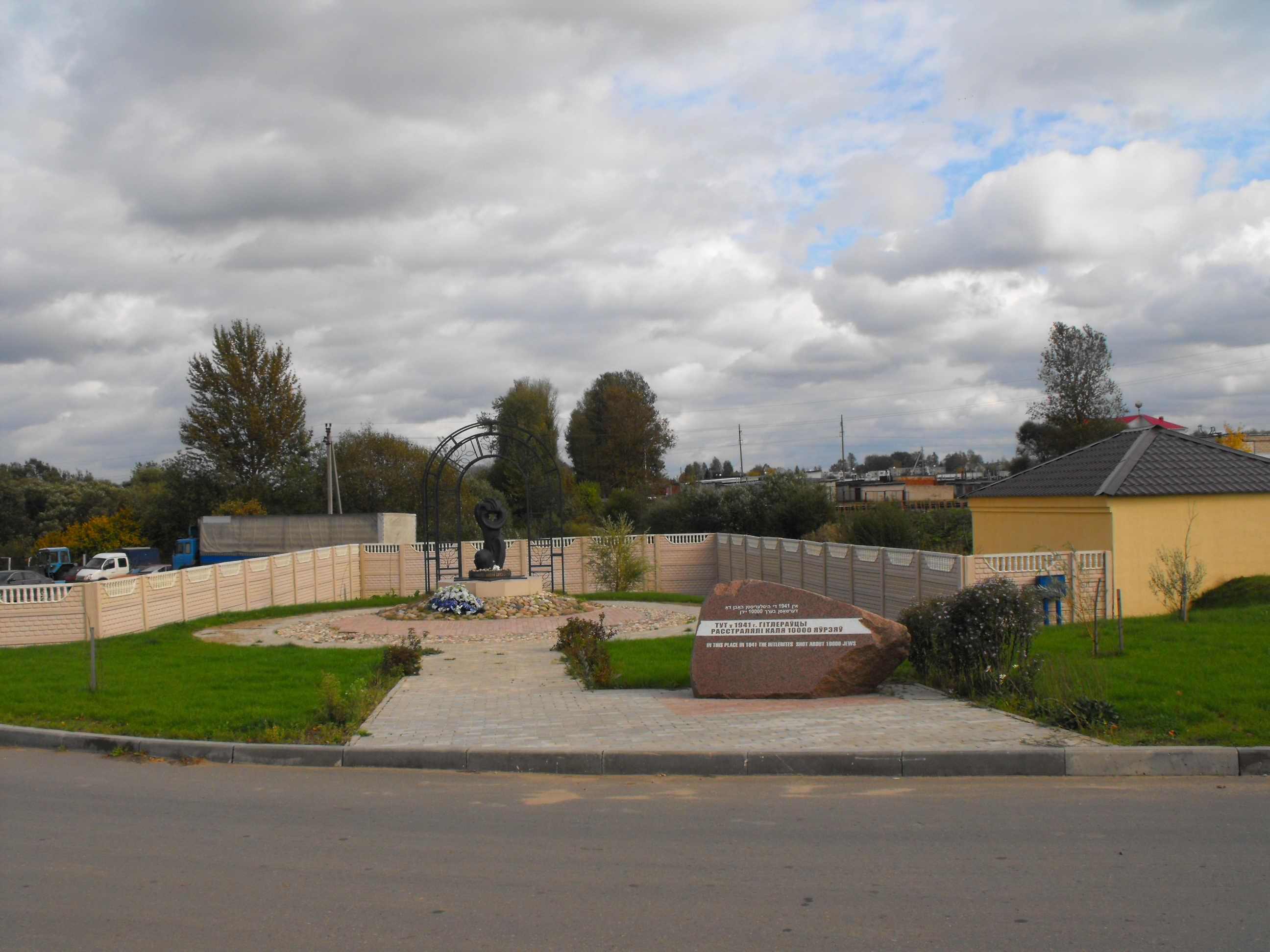

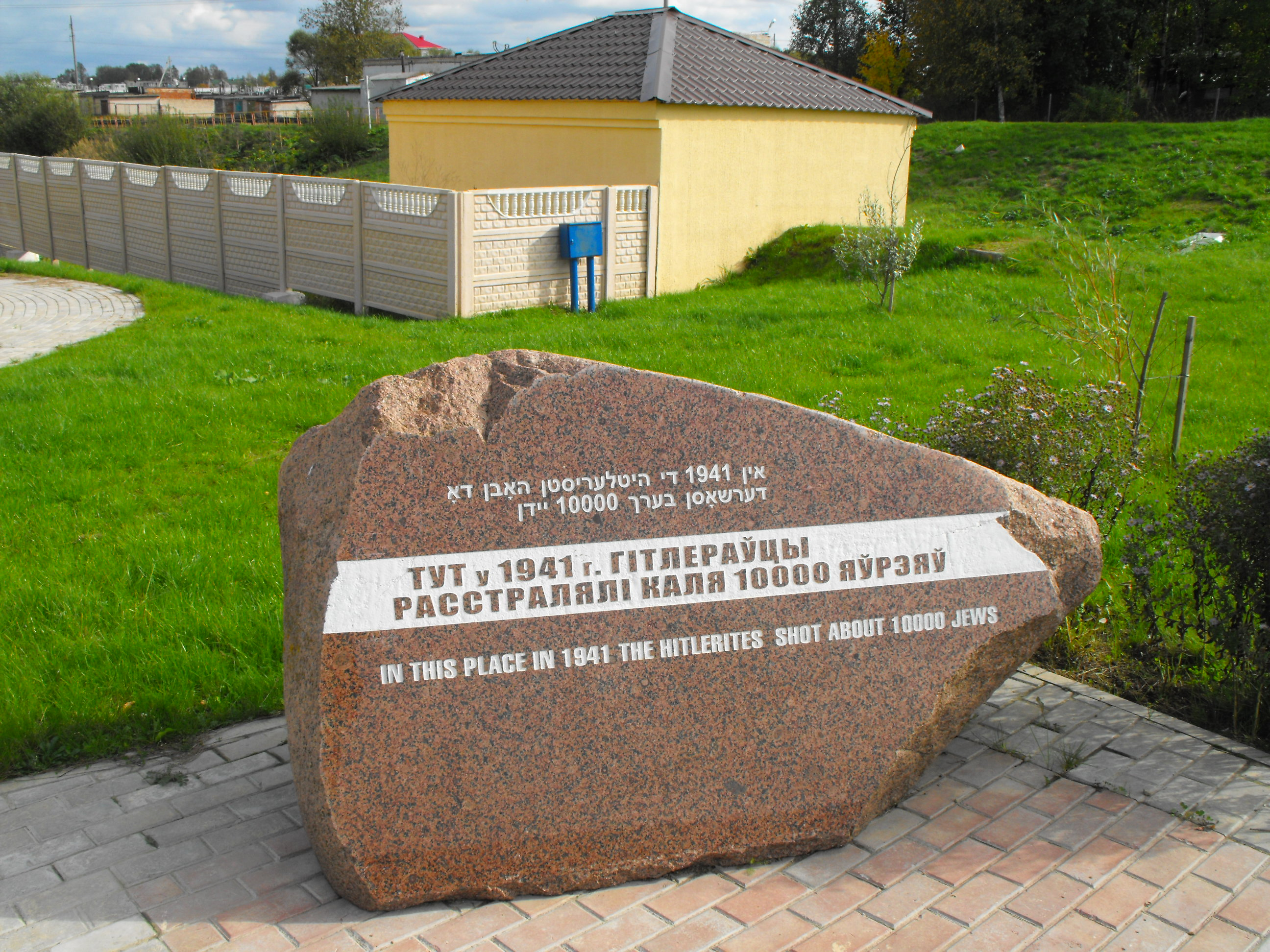
Мемориальный комплекс на месте убийства нацистами около 10 000 витебских евреев — узников гетто около бывшей пригородной деревни Себяхи в Иловском (Туловском) рву. Находится слева от дороги на выезде из Витебска с улицы Лазо (в сторону деревни Тулово)

### Август 1941 года
В конце июля — начале августа 1941 года в Витебск прибыла айнзатцкоманда 9 под командованием Альфреда Филберта, в задачу которой входило тотальное уничтожение еврейского населения. Айнзатцкоманда сразу же стала проводить облавы в деревнях вблизи Витебска, доставляя евреев в переполненное гетто. Скот, отобранный у евреев, живших в деревнях, загоняли в специально сооруженный для этой цели хлев. Уже в первые 10 дней пребывания в Витебске члены айнзатцкоманды убили около 100 человек. «Акции» (таким эвфемизмом нацисты называли организованные ими массовые убийства) проводились практически ежедневно. 24 июля 1941 года было расстреляно 400 евреев якобы за поджог города; с 20 по 25 октября 1941 года под предлогом борьбы с эпидемией были убиты 3000 узников гетто.
Немцы очень серьёзно относились к возможности еврейского сопротивления, и поэтому в первую очередь убивали в гетто или ещё до его создания евреев-мужчин в возрасте от 15 до 50 лет — несмотря на экономическую нецелесообразность, так как это были самые трудоспособные узники. По этой причине в конце августа 1941 года оккупанты провели массовую казнь, целью которой стала наиболее активная часть узников гетто. Как правило, нацисты скрывали истинные намерения, предлагая юденрату выделить людей на работу, и в этот день вывезли из Витебска в пригородную деревню Себяхи (Себахи) (тогда — Елагинского сельсовета) 500—600 (800) евреев (врачи, учителя, студенты), расстреляв их в Иловском (Туловском) рву. Иловский ров — это противотанковый ров длиной 467 метров, шириной и глубиной по 2 метра. В течение 1941-43 годов немцы полностью заполнили его телами убитых — как евреев, так и неевреев.

### Сентябрь 1941 года
4 сентября 1941 года айнзатцкомандой 9 расстреляно 149 евреев «из верхушки НКВД и из политических функционеров», а также «за уклонение от уборки урожая и от строительства дорог и аэродрома». В сентябре вермахт передал айнзатцкоманде-9 из лагеря для гражданских лиц 397 евреев, которых немедленно расстреляли. Такая же участь постигла 332 узников гетто.

### Октябрь 1941 года
В октябре 1941 в Витебском гетто из-за царившей там антисанитарии и полного отсутствия медицинской помощи возникла опасность эпидемий. Метод борьбы с ними у нацистов существовал один — поголовное уничтожение людей. Альфред Фильберт, командир айнзатцкоманды 9 и главный палач Витебского гетто, издал указ о поэтапном уничтожении евреев. Указ обосновывался опасностью возникновения эпидемий.
Документы содержат противоречивые данные относительно даты ликвидации гетто и количества погибших. В отчетах айнзатцгруппы «Б» говорится о двух массовых расстрелах в октябре (3000) и декабре (4090). В материалах судебного процесса, состоявшегося в Западном Берлине в мае 1962 года, указаны три октябрьских расстрела, когда убито 250 (руководил казнью Грайфенберг), 750 (Фильберт) и 800 (Штрук) евреев. Согласно материалам ЧГК, расстреляно 17 000. По другим данным 11 000 или 8000 евреев.
Датой расстрела в документах называются 2-12 октября, 20-25 (20-23) октября и 6-8 ноября 1941 года. Однако существует ещё одна дата — 19 декабря 1941 года. Согласно отчету айнзатцгруппы «Б», в этот день были уничтожены последние узники Витебского гетто (4090 человек), и СД сообщило в Берлин о полной ликвидации гетто. Материалы ЧГК свидетельствуют о ликвидации гетто в октябре-ноябре 1941 года, хотя числа называются разные.
Процесс массового убийства, по данным расследования ЧГК, выглядел следующим образом. Тысячи узников на грузовиках вывозились к деревне Себяхи, где в Туловском рву проводилась казнь. Жертвы везли по Туловской улице к оврагу, ссаживали с грузовиков в 100—150 метрах от него, приказывали раздеться, группами по 5-10 человек сталкивали в овраг и убивали. Расстрелы производились с утра до поздней ночи. Детей и стариков бросали в ров и закапывали живыми. После по этим могилам несколько раз проезжала немецкая грузовая машина. Расстрел производился айнзатцкомандой-9 при активном участии местной полиции, которую возглавлял П. Шосток и А. Туровский.
Перед смертью обреченных людей заставляли раскладывать снятую одежду — отдельно верхнюю и нижнюю, в отдельное место складывали обувь. В дальнейшем лучшее из этих вещей высылалось в Берлин, часть разбирали немцы на местах, остатки передавались городскому управлению.
Местами массовых расстрелов стали: Иловский (Туловский) ров (в котором к середине октября 1941 года были убиты более 10 000 евреев), еврейское кладбище в районе Песковатика, Старо-Улановичское кладбище, Улановичская гора (возле нынешнего кладбища в Мазурино), Чёрная лужа, Духовский овраг у старого аэропорта в районе Лучёсы, пойма реки Витьбы недалеко от Ветеринарного института.
С сентября 1943 года нацисты, опасаясь возмездия за свои преступления, вскрывали захоронения евреев и сжигали останки жертв силами советских военнопленных и мирного населения, которые после завершения работ были убиты.

## Организаторы и исполнители убийств
Главным палачом витебских евреев был руководитель айнзацкоманды 9 Альфред Филберт— патологический садист, который не ограничивался организованными массовыми убийствами, а сам убивал евреев и любил лично прочесывать небольшие деревни в поисках прячущихся евреев. В 1962 году Филберта осудили на пожизненное тюремное заключение, но в июне 1975 года он был досрочно освобождён.

## Случаи спасения и «Праведники народов мира»
Часть витебских евреев скрывалась от оккупантов, однако большинство из них было поймано в результате облав или просто погибло от голода и холода. Это, в частности, подтверждают данные регистрационного журнала Витебской городской тюрьмы СД за 1942 год. Большинство этих узников — евреи (всех возрастов). Почти все они (более ста евреев) были расстреляны.
Часть узников сопротивлялась жесточайшей политике оккупантов. Так, установлено, что в гетто местечка Лиозно нацисты пригоняли еврейские семьи (очевидно скрывавшиеся поблизости), бежавшие из Витебска.
Известны и успешные случаи спасения. Узники Софья Гольдина и Семен Угориц, бежавшие из гетто, дожили до дня освобождения. Однако, количество евреев, сумевших совершить побег из гетто, не установлено.
Некоторое число евреев Витебска были спасены членами городских подпольных групп.
В Витебске 2 человека были удостоены почетного звания «Праведник народов мира» от израильского мемориального института «Яд Вашем» «в знак глубочайшей признательности за помощь, оказанную еврейскому народу в годы Второй мировой войны»:
- Бородина (Ломоносенко) Тамара — за спасение Розы Брускиной[75];
- Попеляева Полина — за спасение Юрия Зарецкого[76];

## Память
Всего в гетто Витебска были замучены и убиты около 20 000 евреев.
В октябре 1993 года на месте Витебского гетто, возле Клуба металлистов, был установлен памятный камень.
На месте массового убийства в Туловском (Иловском) овраге на окраине Витебска были установлены памятные знаки в 1995 году и 25 июня 2010 года.
Опубликованы неполные списки жертв Катастрофы в Витебске.